# Georges Clemenceau portréja (Manet, Fort Worth)
Georges Clemenceau portréja Édouard Manet festménye, amely a Fort Worth-i Kimbell Art Museum gyűjteményének része.

## Keletkezése
Georges Clemenceau 1906-ban, kevéssel azután, hogy Franciaország miniszterelnöke lett, utasítást adott a kortárs művészetet bemutató Musée du Luxembourg gyűjteményében található Manet-kép, a bemutatásakor nagy viharokat kiváltó Olympia áthelyezésére a Louvre-ba, így biztosítva a művésznek a régi mester státust.
Azt, hogy a két férfi mikor találkozott először, nem tudni. Clemenceau, frissen végzett orvosként, 1865-ben, az Olympia kiállításának évében az Amerikai Egyesült Államokba utazott tudósítónak. 1869-ben tért vissza a tengerentúlról, és radikális baloldaliként bekapcsolódott a francia politikai életbe. Manet, aki gyakran kérte meg barátait, hogy álljanak modellt neki, 1879 környékén kezdett különleges érdeklődést mutatni a politikusok mint portréalanyok iránt. Manet ebben az évben kezdett el dolgozni Clemenceau két azonos méretű portréján.
Manet arról volt híres, hogy újra és újra javította a képeit, így a Clemenceau-portrék is befejezetlenek maradtak. A portrékkal szorosan összefüggő fotókat találtak Clemenceau-ról később a politikus és Manet iratai között is, ami azt valószínűsíti, hogy az előbbi csak ritkán állt modellt személyesen a műteremben.
A festő halála után, 1883. július 11-én özvegye, Suzanne mindkét képet Clemenceau-nak ajándékozta. A politikus 1905-ben az egyiket eladta Louisine Havemeyer amerikai gyűjtőnek, aki a befejezetlen alsó részt eltávolíttatta, majd 1927-ben a festményt a Louvre-nak adományozta. Ez a portré ma a Musée d’Orsay gyűjteményének része. A Kimbell Art Museum kollekciójában található portrét Clemenceau egy párizsi műkereskedőnek adta el, akitől Nemes Marcell vásárolta meg 1912-ben. A kép több európai gyűjtő kezén is átment, a Kimbell-múzeum egy svájci kollekcióból vette meg 1968-ban.